# St. Georg (Kirch-Siebnach)

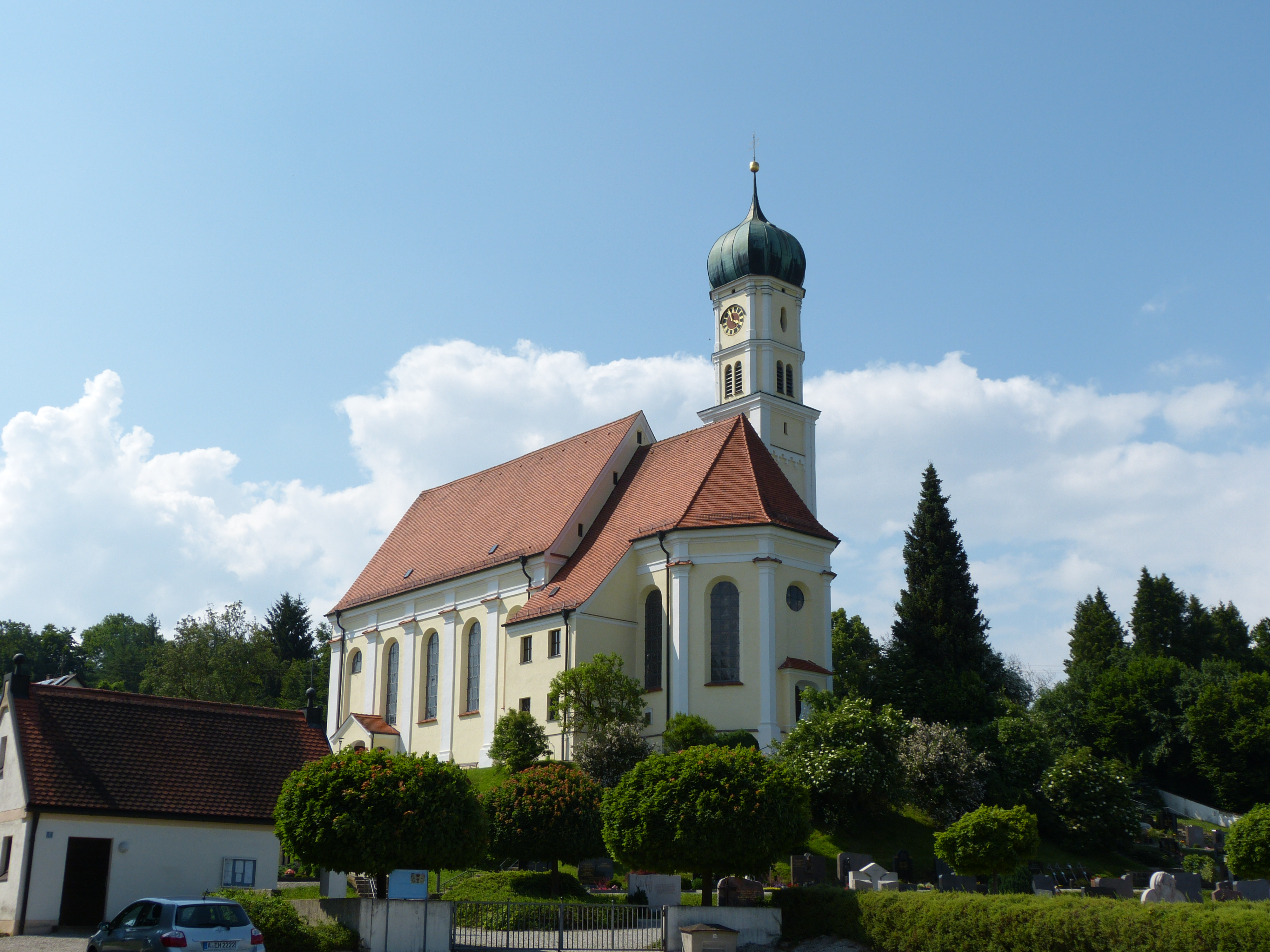
Kirche St. Georg in Kirch-Siebnach

Die römisch-katholische Wallfahrtskirche St. Georg befindet sich in Kirch-Siebnach, einem Ortsteil von Ettringen im Landkreis Unterallgäu in Bayern. Die Kirche steht unter Denkmalschutz.

## Lage
Die Kirche St. Georg steht rund 1,5 km nördlich außerhalb des Ortes Siebnach am Westhang der Wertachniederung. Umgeben ist sie vom Friedhof. Westlich daran befindet sich der Weiler Kirch-Siebnach.

## Geschichte
Die Stelle, an der sich die Kirche St. Georg erhebt, war bereits seit frühester Zeit besiedelt. So wurde bei Grabungen in den Jahren 1952 und 1958 zwischen der Kirche und der nördlich davon gelegenen Schule eine römische Siedlungsschicht entdeckt. Diese lässt auf einen Gutshof aus dem 2. Jahrhundert schließen. Evtl. befand sich an dieser Stelle die welfische Burg Siebenach, die 1083 zerstört wurde.  Andere Forscher lokalisieren die ehemalige Burg Siebenach jedoch weiter südlich.
Durch eine Schenkung Mangolts I. von Siebeneich in der Mitte des 12. Jahrhunderts ging Siebnach an das Kloster Steingaden. Ob das Patronatsrecht in dieser Schenkung inbegriffen war, ist umstritten, da dieses im Jahr 1237 durch Mangolt IV. von Siebeneich an das Kloster Steingaden verkauft wurde. Bereits seit dem 23. Mai 1666, als eine Skapulierbruderschaft gegründet wurde, war die Kirche das Ziel einer Wallfahrt. Der Abt von Steingaden, Augustin Bonenmayr, hatte zur Einführung der Bruderschaft ein Gnadenbild der Muttergottes aufstellen lassen.
Michael Stiller erbaute 1718/19 die Kirche unter Pfarrer Alois Maier (1713–1735) für circa 7000 fl. neu. Bei diesem Neubau wurde der quadratische Turmunterbau beibehalten. Dieser Unterbau stammt aus der zweiten Hälfte des 15. Jahrhunderts und ist der einzige noch erhaltene mittelalterliche Rest des Vorgängerbaues. Der Neubau von Michael Stiller wurde 1720 geweiht. In den Jahren 1801/02 erfolgte eine klassizistische Neueinrichtung, kurz bevor das Kloster Steingaden im Zuge der Säkularisation aufgehoben wurde.

## Baubeschreibung

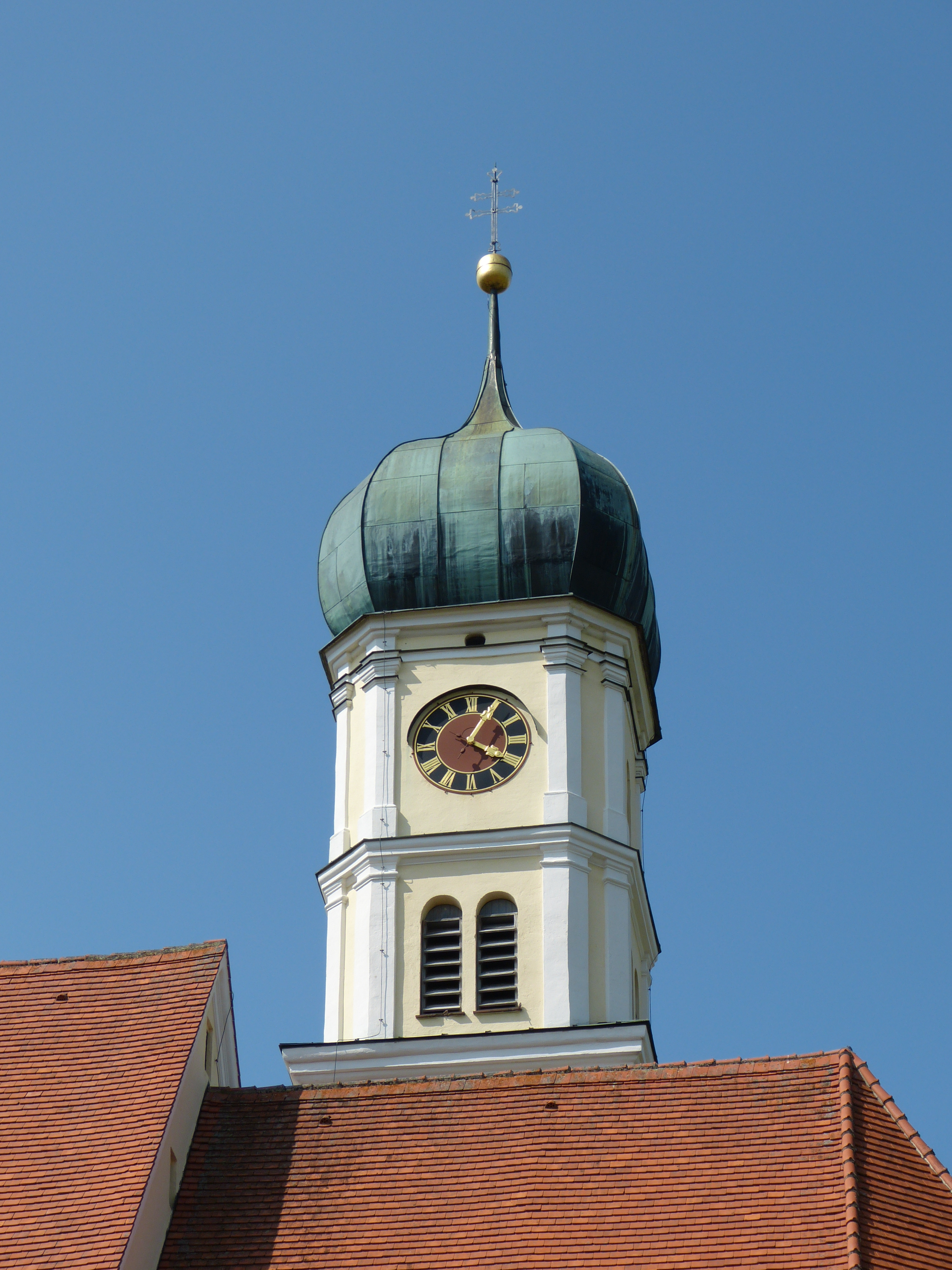
Kirchturm mit Zwiebelhaube und Doppelkreuz

Die Kirche besteht aus einem einschiffigen Langhaus zu fünf Jochen. Innen abgeschlossen ist das Langhaus mit einer flachen Stichkappentonne. Im zweiten Joch aus westlicher Richtung befinden sich an beiden Seiten stichbogige Türen. Die Fenster im Westjoch sind größtenteils blind und nur im Teil oberhalb der zweiten Empore durchbrochen. Die untere Empore ruht auf zwei toskanischen Säulen, die obere Empore dagegen auf zwei korinthischen Säulen mit neubarocken Kapitellen. Zwischen Langhaus und eingezogenem Chor befindet sich der einspringende Chorbogen, welcher korbbogig geschlossen ist. An der Laibung sind Pilaster angebracht. Der dreiseitig geschlossene Chor besteht aus zwei Jochen. Im Chor sind eingezogene rundbogige Fenster mit gefelderten Laibungen vorhanden. Die Decke des Chores bildet eine korbbogige Stichkappentonne. Im Chorscheitel ist ein Kreisfenster angebracht, die Wände des Chores sind durch korinthische, sich verjüngende, Pilaster gegliedert.
Das Kirchengebäude ist außen durch toskanische Pilaster mit dreiteiligem Gebälk gegliedert. Dieses besteht aus einem bandförmigen Architrav mit Deckleiste. Die Pilastergliederung setzt sich im leeren Fries fort und schließt an ein reich profiliertes Kranzgesims an. An den Chorschlussecken sind die Pilaster geknickt. Ein Oculus befindet sich im oberen Bereich des Chorscheitels, alle anderen Fenster sind ansonsten im Scheitel zur Blende vermauert. Die Westseite der Kirche ist hingegen völlig ungegliedert, lediglich der Giebel ist von Profilgesimsen gerahmt. Auf der Südseite ist ein querrechteckiges Vorzeichen mit Satteldach angebaut. Die Süd- und Ostseite des Vorzeichens sind mit korbbogigen Arkaden durchbrochen, an der Westseite befindet sich eine Kerkernische. An der Nordseite der Kirche ist ein stichbogiges Portal vorhanden, welches von toskanischen Pilastern gerahmt ist. Ebenfalls auf der Nordseite befindet sich noch ein Anbau mit Aufgang zur Kanzel.
Der Kirchturm ist im nördlichen Winkel zwischen Chor und Langhaus. Im spätgotischen quadratischen Unterteil des Kirchturmes befindet sich ein Kreuzgratgewölbe. Im Erdgeschoss des Kirchturmes ist ein kräftig vorspringender Sockel angebracht. Die Ecken des Turmes sind mit Lisenen versehen, die Stockwerke sind durch Kleeblattbogenfriese auf Lilienkonsolen abgegrenzt. In den drei unteren Geschossen sind an der Ostseite Fenster mit vorgekragtem Sturz vorhanden, im vierten Turmgeschoss befindet sich eine Schlitzöffnung in Kleeblattbogenblende. Im oberen oktogonalen Geschoss mit schmäleren Diagonalseiten finden sich geknickte toskanische Eckpilaster. Im unteren der beiden oktogonalen Obergeschosse sind, mit Ausnahme auf der Westseite, je zwei Rundbogenöffnungen angebracht. Darüber sind an der Nord- und Südseite runde Zifferblätter für die Turmuhr vorhanden. Die Zwiebelhaube aus Kupferblech wird von einem Doppelkreuz bekrönt.
Im südlichen Winkel, gegenüber dem Kirchturm, ist die zweigeschossige Sakristei angebaut. Diese ist mit einem, vom Chor herabgeschleppten, Pultdach gedeckt. Innen enthält die Sakristei eine Flachdecke mit Profilgesims und Rahmenstuck.

## Ausstattung

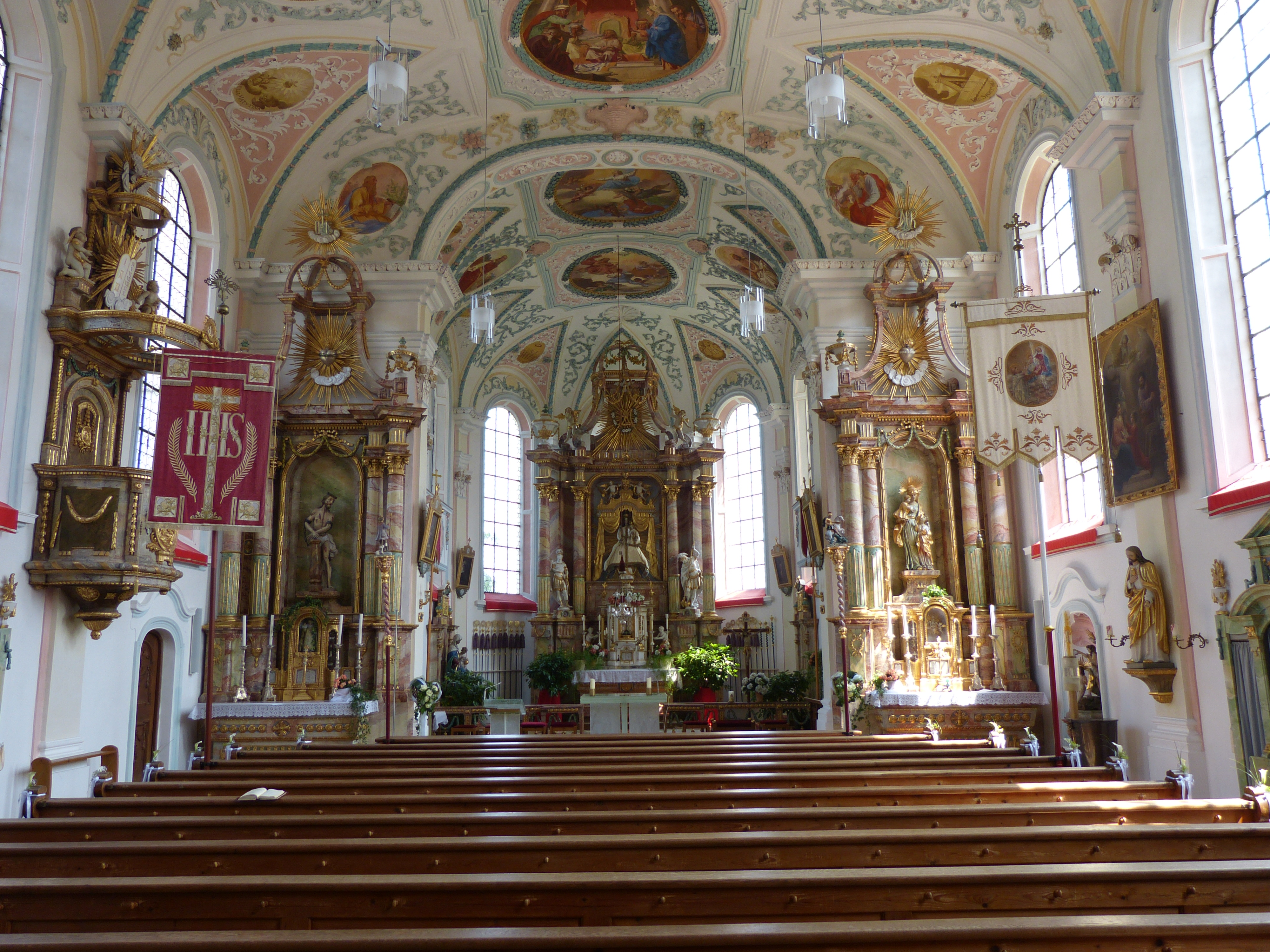
Innenansicht von St. Georg

### Hochaltar
Die Altäre, wie die Kanzel und die Beichtstühle wurden 1801 und 1802 von Schreiner Clemens Wilhelm aus Tussenhausen geschaffen. Diese sind allesamt in klassizistischen Formen ausgeführt. Der Hochaltar besteht aus einem gemauerten Stipes mit sarkophagförmiger Holzverkleidung. Das Antependium ist mit Girlanden behangen. Darüber befindet sich der weiß- und goldgefasste Tabernakel mit einem kleinen Kruzifix aus Elfenbein, welches auf einem schwarzen Holzkreuz mit Silberdekor angebracht ist. Es stammt aus dem zweiten Viertel des 18. Jahrhunderts. Die Nische, in der sich das Kreuz befindet, ist mit einem Segmentgesims und Rundbogenfries abgeschlossen. Bekrönt wird der Tabernakel mit einem Lamm auf dem Buch mit den sieben Siegeln. Ionische Säulen befinden sich rechts und links hinter den konkaven Flanken des Tabernakels. Der weitere Aufbau des Hochaltares besteht aus vier korinthischen Säulen, welche beidseitig paarweise angebracht sind. Im Zwischenraum der Säulen ist links die weiß- und goldgefasste Holzfigur des hl. Sebastian und rechts die des hl. Georg aufgestellt. Die Säulen begrenzen dabei die große korbbogige Mittelnische. In dieser Mittelnische befindet sich unter einem vergoldeten Baldachin aus dem Jahr 1907 das Gnadenbild aus dem 17. Jahrhundert. Das Gnadenbild besteht aus einer Figur der Skapulier-Muttergottes – Maria mit Jesuskind. Die Figuren tragen natürliches Haar und eine Stoffbekleidung. Oberhalb des Baldachins halten zwei Engel eine vergoldete Krone. Im Strahlenkranz des Altarauszugs befindet sich das Marienmonogramm, unmittelbar darüber die Heilig-Geist-Taube.

### Seitenaltäre

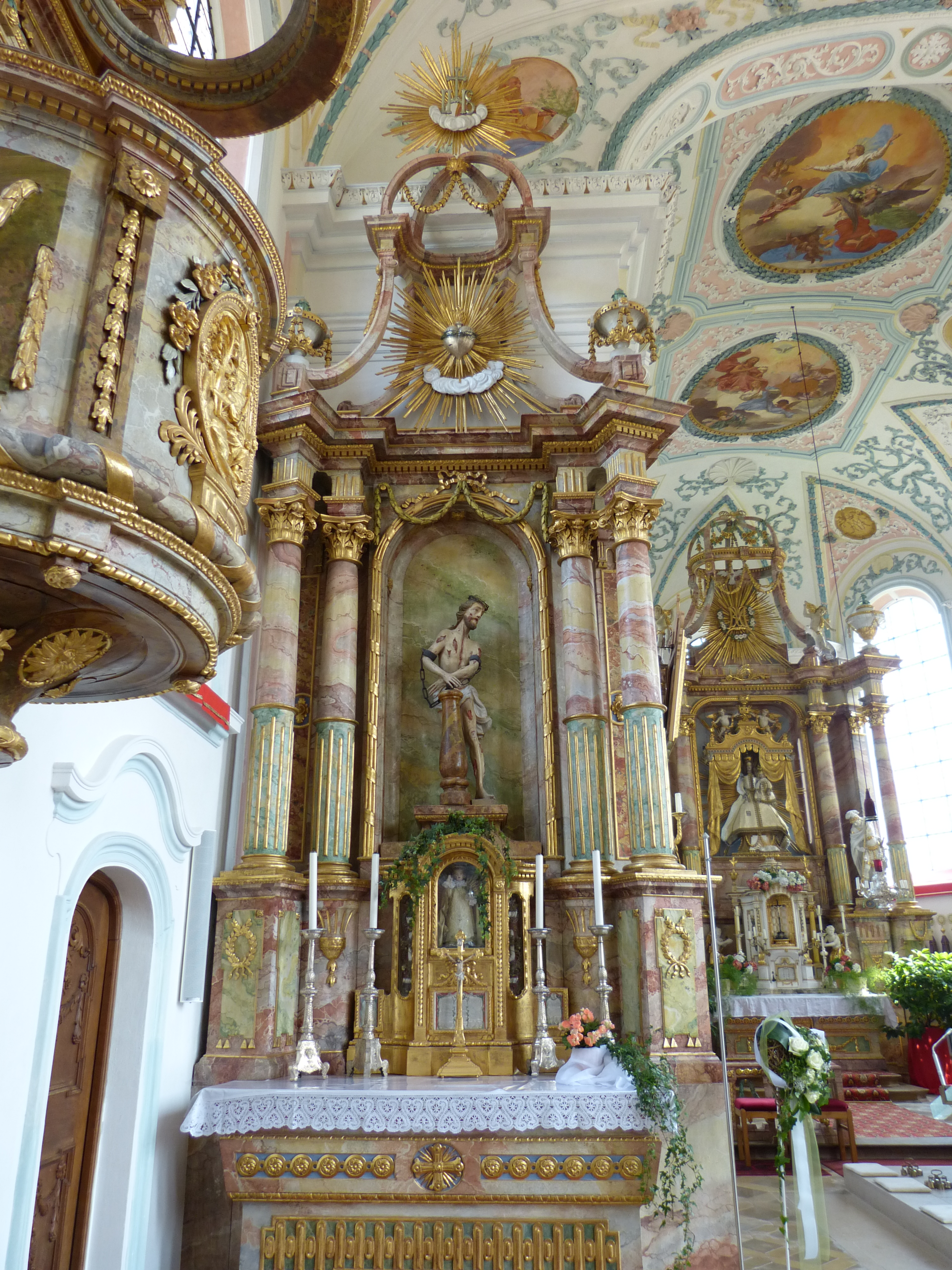
Linker Seitenaltar mit Herz-Jesu-Figur

Beide Seitenaltäre besitzen sarkophagförmige Stipites, auf welchen sich tabernakelförmige verglaste Schreine mit Reliquien befinden. Im rechten Tabernakel ist ein Marienmonogramm, im linken die Figur eines bekleideten Jesuskindes vorhanden. Jeweils vor dem Tabernakel ist ein kleines Kruzifix aufgestellt. Der Aufbau beider Seitenaltäre ist identisch und besteht aus vier Säulen, welche paarweise, die Außensäulen schräg nach außen gedreht, eine Nische flankieren. In der Rundbogennische ist links ein Geißelheiland, ehemals der Wiesheiland, vorhanden. Aus dem ersten Viertel des 18. Jahrhunderts stammt die gefasste Holzfigur der Anna selbdritt in der Nische des rechten Seitenaltares. Im linken Altarauszug befindet sich in einer Strahlenglorie das Herz Jesu, umgeben von einem Baldachin, gebildet aus viereckig endenden Voluten, die eine Kuppel aus vier Rippen bilden. Oberhalb der Kuppel, ebenfalls in einer Strahlenglorie, ist das Jesusmonogramm. Im rechten Altarauszug ist das Herz Mariä zu sehen und oberhalb der Kuppel das Marienmonogramm.

### Kanzel
Die Kanzel entspricht stilistisch dem Aufbau der Altäre und stammt von den gleichen Meistern. Die aus Holz gefertigte Kanzel ist rosa marmoriert mit klassizistischem Golddekor. Der Kanzelkorb ist zylindrisch ausgeführt und enthält im vorderen Feld ein ovales vergoldetes Relief des Guten Hirten. Der Zugang zur Kanzel erfolgt durch eine Stichbogentür an der Rückwand. Als offener querovaler Ring ist der Schalldeckel der Kanzel geschaffen. Darüber, als Fortführung der Rückwand, befindet sich eine Volutenspitze mit Gesetzestafeln. Diese werden von Putten flankiert und von einem weiteren, kleineren, offenen querovalen Ring abgeschlossen. Darüber befindet sich eine Heilig-Geist-Taube.

### Taufstein
Aus dem zweiten Viertel des 18. Jahrhunderts stammt der Taufstein aus rot marmoriertem Holz. Er befindet sich in einer Nische vor dem rechten Seitenaltar. Eine Figurengruppe aus Holz mit der Szene der Taufe Christi befindet sich auf dem Deckel, der das dreiseitig vorkragende Becken abschließt. Über der Figurengruppe ist eine Heilig-Geist-Taube.

### Fresken

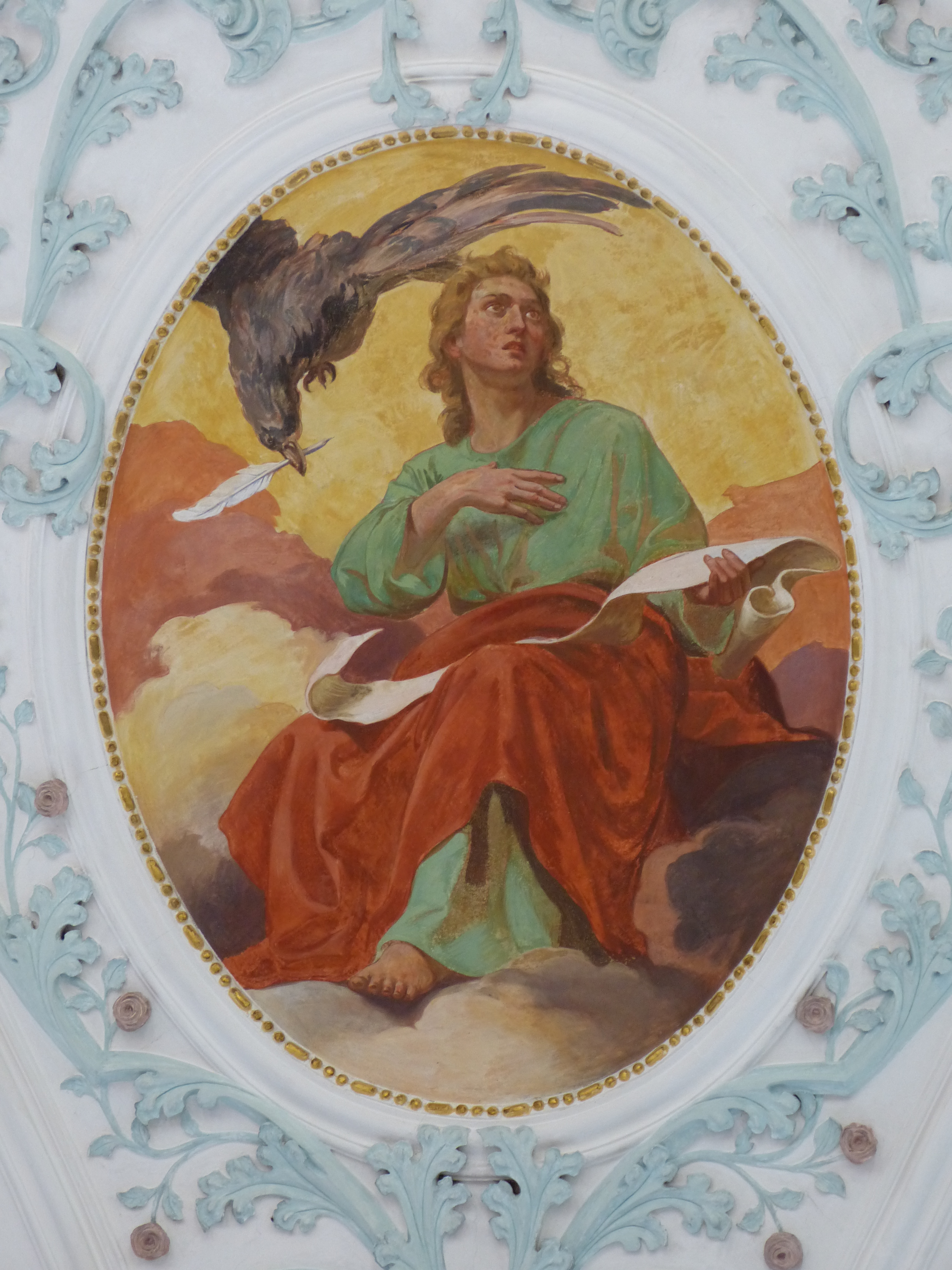
Fresko des Evangelisten Johannes

Leonhard Thoma schuf 1907 die Fresken in der Kirche. Im Chor ist östlich die Krönung Mariens und westlich die Himmelfahrt Mariens zu sehen. Die seitlichen Zwickel enthalten Darstellungen von alttestamentlichen Personen, nördlich ist Jakob mit Tor und südlich Daniel dargestellt. Marianische Symbole in Grisaillemalerei befinden sich in den Stichkappen. Diese tragen auf der Nordseite in Ostwestrichtung die Inschriften REGINA VIRGINVM, REGINA MARTYRVM, REGINA APOSTOLORVM. Gegenüberliegend in gleicher Richtung sind die Inschriften REGINA ANGELORVM, REGINA PATRIARCHARVM, REGINA PROPHETARVM zu finden. Die Hauptfelder des Langhauses zeigen in Ostwest Richtung Darstellungen des 12-jährigen Jesus im Tempel, Mariä Opferung, Geburt Christi, Mariä Heimsuchung, Mariä Verkündigung dar. Das Fresko der Geburt Christi ist mit Leonhard Thoma 1907 bezeichnet. In den Zwickeln des Langhauses sind Evangelisten und Kirchenväter dargestellt. An der Nordseite sind dies Johannes, Lukas, Hieronymus, Augustinus, gegenüberliegend an der Südseite Matthäus, Markus, Gregor und Ambrosius. Des Weiteren sind am Chorbogen zwei Fresken vorhanden, diese zeigen links den hl. Josef und rechts Moses. Wie im Chor sind auch im Langhaus marianische Symbole in Grisaillemalerei in den Zwickeln mit Inschriften angebracht. An der nördlichen Seite finden sich in diesen die Inschriften STELLA MATVTINA, IANVA COELI, FOEDERIS ARCA, DOMVS AVREA, TVRRIS EBVRNEA und südlich VAS SPIRITVALE, VAS HONORABILE, VAS DEVOTIONIS, ROSA MYSTICA, TVRRIS DAVIDICA.

### Beichtstühle
In der Zeit um 1801/02 wurden die vier Beichtstühle im Langhaus von Clemens Wilhelm geschaffen, gefasst wurden die Beichtstühle aus Holz von Martin Fröhlich mit grüner Marmorierung. Sie bestehen aus drei Achsen, wobei die mittlere leicht vortretend ist und eine halbrund vorgeschweifte Brüstungstür mit Segmentgiebel besitzt. Darüber ist ein Aufsatz mit Rankenwerk angebracht. Flankiert werden die Beichtstühle von Vasen über den Seitenachasen.

### Laiengestühl
Das Laiengestühl wurde im zweiten Viertel des 18. Jahrhunderts geschaffen. An den Schweifwangen befinden sich geschnitzte Rocaillen, Akanthus und ein breites Bandwerk. Oben abgeschlossen werden die Wangen mit Muscheln. Die restlichen Bestandteile des Laiengestühls wurden 1907 erneuert. Unterhalb der Empore ist das Laiengestühl noch original, auf der Empore befindet sich lediglich ein rohes Gestühl aus dem 18. Jahrhundert.

### Chorgestühl
Das schmale Chorgestühl ist neubarocken Ursprungs. Die Türen im Chor stammen aus der Zeit um 1720. Sie sind zweiflüglig mit geohrten Füllungen. Das geschnitzte Dekor in den Füllungen ist neubarock und stammt von 1907.

### Votivbilder
Unterhalb der Empore befinden sich mehrere Votivbilder die allesamt die Skapuliermuttergottes am Hochaltar betreffen. Diese sind, mit einer Ausnahme, auf Holz gemalt. Die Votivbilder stammen aus dem 18. und 19. Jahrhundert.
| Nr. | Beschreibung | Inschrift | Bild      |
| --- | --- | --- | --------- |
| 1   | Dargestellt ist die Kirche in einer Winterlandschaft, davor sind ein Bauer mit Pferd zu sehen. | 1752 hat / sich Machaell Widenman von / ober Höffen mit Einem schaden / an einem fuell(en) hier her ver / lobt ist im glichlich gehol / ffen worden.                                                                   | Votivbild |
| 2   | Zu sehen sind der Unfall, darüber die Muttergottes und ein kniender hl. Josef | Anno 1748 den 10 Julius hat Lorinz / Sedlmair von Simnach Ein / bau holz geföllt ist unverhofft zw= / ischen die pfert hinein gefallen durch / Jesu Maria und Joseph an rueffen / glicklich er halten worten / EX VOTO | Votivbild |
| 3   | Gezeigt wird die Kirche in weiß mit gelber Gliederung, sowie der Friedhof um die Kirche. Des Weiteren der Unfall des Sturzes. Dies ist das einzige Votivbild, welches auf Leinwand gemalt ist.                                | Den 10 Juni 1833 fielen zwey Maurer, Xaver Wagner von hier, und / Silfest Hözel von Amberg, von dem hohen Firste der Kirche bis auf den Got- / tesacker, wurden aber von der Muttergottes wunderbar am Leben erhalten  | Votivbild |
| 4   | Auf dem Votivbild aus dem dritten Viertel des 18. Jahrhunderts sind Eltern die neben einem Kindsbett knien abgebildet. Das Gnadenbild der Muttergottes findet sich im oberen Teil des Bildes.                                 | EX VOTO | Votivbild |
| 5   | Unterhalb des Gnadenbildes ist ein Bauer mit seiner Frau zu sehen, die von einem Pferdewagen überfahren wurden. Dahinter eine bergige Landschaft. Das Votivbild stammt aus dem 19. Jahrhundert.                               | EX VOTO | Votivbild |
| 6   | Dargestellt ist eine Frau im Krankenbett und darüber die Muttergottes. | EX VOTO 1754 | Votivbild |
| 7   | Im linken unteren Bereich ist ein kniender Mann zu sehen, rechts die Kirche und darüber das Gnadenbild | Verlobt 1745 | Votivbild |
| 8   | Im rechten unteren Bereich ist eine kniende Frau abgebildet, darüber in einem Schweifgiebel das Auge Gottes. | 1746 Verlobt | Votivbild |
| 9   | Das Votivbild aus dem 18. oder 19. Jahrhundert zeigt einen knienden Mann mit Pferd, darüber die Muttergottes. | EX VOTO | Votivbild |
| 10  | Gezeigt werden eine kniende Frau mit Gnadenbild. | EX VOTO 1782 | Votivbild |
| 11  | Dargestellt wird eine Frau, welche vor einem Altar kniet. Darüber das Gnadenbild. | EX VOTO 1751 |           |
| 12  | Unterhalb des Gnadenbildes sind ein kniender Mann und Frau mit Pferd dargestellt. Das Votivbild stammt aus dem 18. Jahrhundert.                                                                                               | EX FOTO | Votivbild |
| 13  | Abgebildet sind eine kniende Frau und das Gnadenbild. | 1766 EX VOTO |           |
| 14  | Unter dem Gnadenbild sind ein kniender Mann mit Frau und Pferd zu sehen. | EX VOTO 1771 | Votivbild |
| 15  | Das vermutlich aus dem 18. Jahrhundert stammende, am oberen Rand geschweifte, Votivbild zeigt eine kniende Frau vor dem Gnadenbild.                                                                                           | EX VOTO | Votivbild |
| 16  | Aus der zweiten Hälfte des 18. Jahrhunderts stammt dieses Votivbild, welches einen Priester am Bett einer kranken Frau zeigt. Oberhalb der Szene ist das Gnadenbild zu sehen.                                                 | | Votivbild |
| 17  | Dargestellt sind ein Mann und eine Frau, die beide auf Sockeln knien. Vor diesen sind in zwei Reihen Rinder und Pferde aufgestellt. Darüber ist das Gnadenbild unter einem Baldachin zu sehen.                                | EX VOTO 1779 | Votivbild |
| 18  | Auf dem Votivbild aus der zweiten Hälfte des 18. Jahrhunderts ist im Hintergrund eine Kapelle zu sehen. Im Vordergrund ist ein Baum mit herabstürzendem Mann dargestellt. Darüber, in der linken oberen Ecke, das Gnadenbild. | EX VOTO | Votivbild |
| 19  | Das Votivbild zeigt neben vier Pferden und einer Kuh einen knienden Mann und eine Frau. Über der Szene ist das Gnadenbild zu sehen.                                                                                           | EX VOTO 1747 | Votivbild |

### Weitere Ausstattung
Die Osterleuchter mit drei Volutenfüßen und klassizistischem Dekor stammen aus der Zeit um 1800. Die aus Holz gefertigten Leuchter sind weiß und golden gefasst. Das mit Rocailledekor verzierte Ewige Licht wurde im dritten Viertel des 18. Jahrhunderts geschaffen. Des Weiteren befinden sich noch mehrere Holzfiguren in der Kirche. Dies sind ein Geißelheiland mit blutigen Wunden, ein Kruzifix an der Südwand des Langhauses, eine Mater Dolorosa auf neubarocker Konsole, ein Auferstehungsheiland, sowie ein Vortragekreuz, das sich im Turm befindet. Die genannten Figuren stammen allesamt aus der Mitte des 18. Jahrhunderts. Ein weiteres Vortragekruzifix in der Sakristei wurde um 1800 geschaffen. Im südlichen Vorzeichen der Kirche befindet sich noch ein lebensgroßer Kerkerheiland, welcher aus der Mitte des 18. Jahrhunderts stammt. Der Kreuzweg mit 14 Stationen ist neubarock und wurde 1908 von Niedermaier aus München gefertigt.
Eine Gedenktafel aus Solnhofener Platte für die Gefallenen der Jahre 1805 bis 1815 befindet sich an der inneren Westwand. Errichtet wurde die Tafel im Jahr 1836.

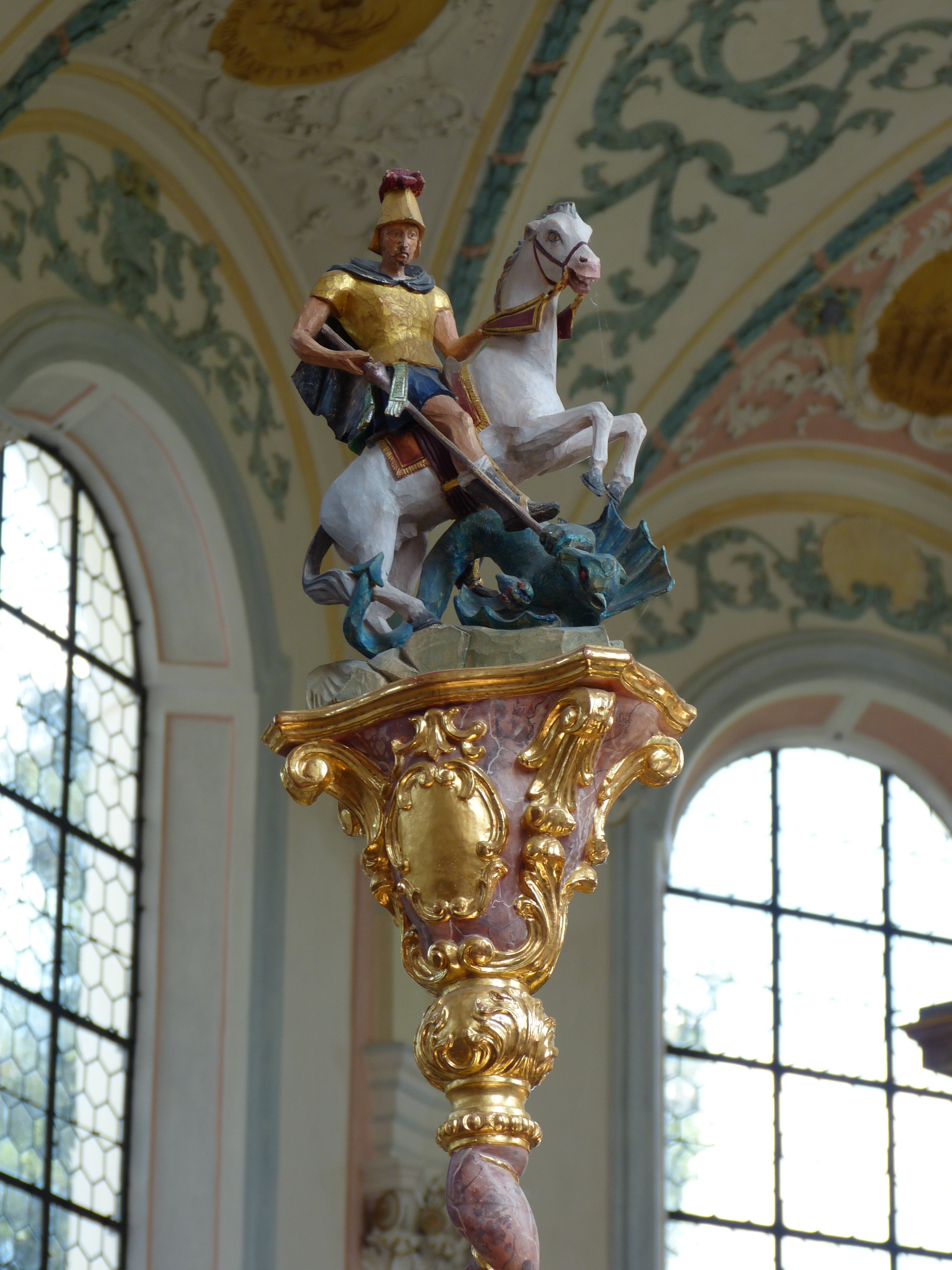
Prozessionsstange mit der Figur des hl. Georg
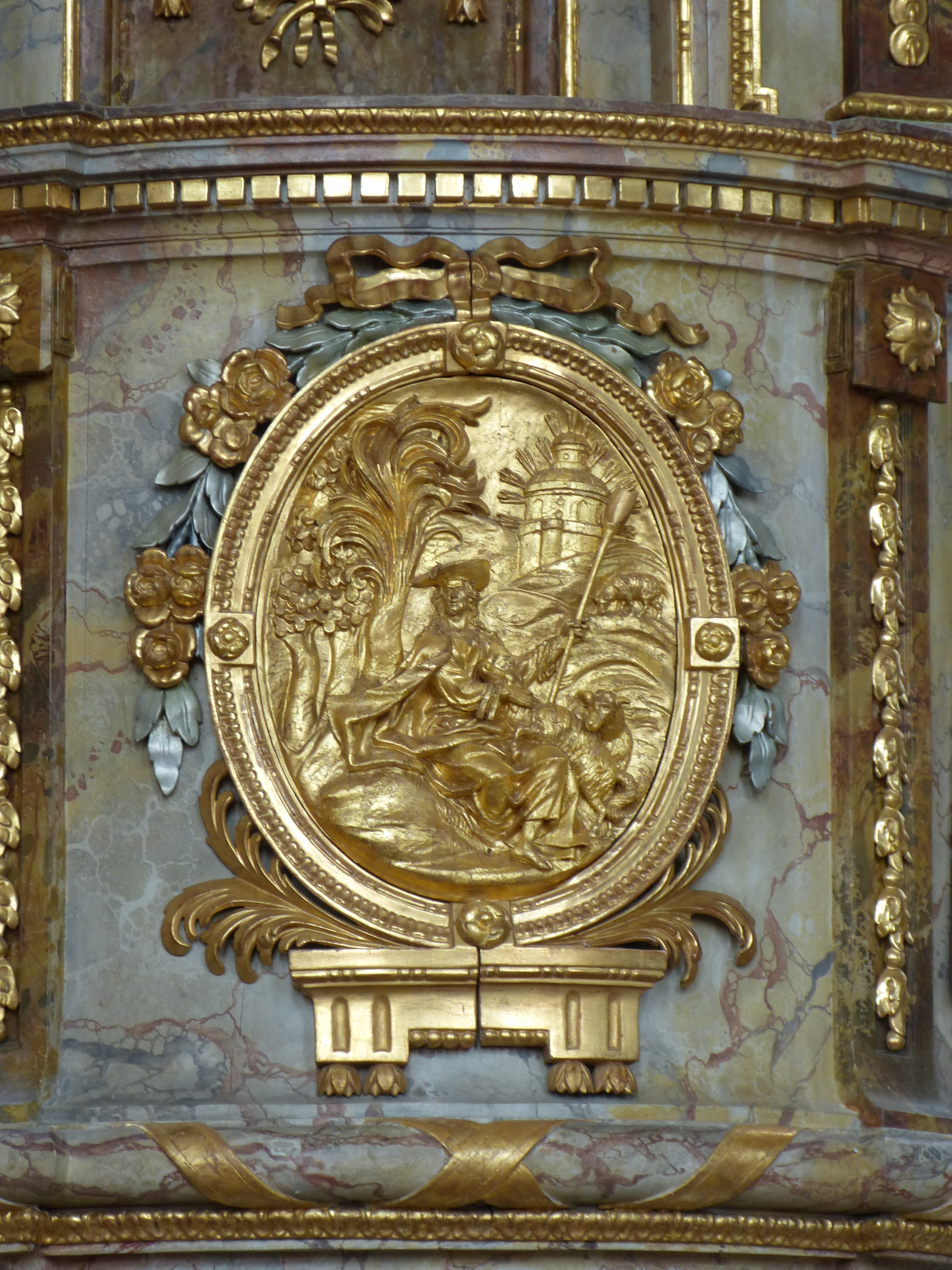
Vergoldetes Relief der Kanzel mit der Darstellung des Guten Hirten
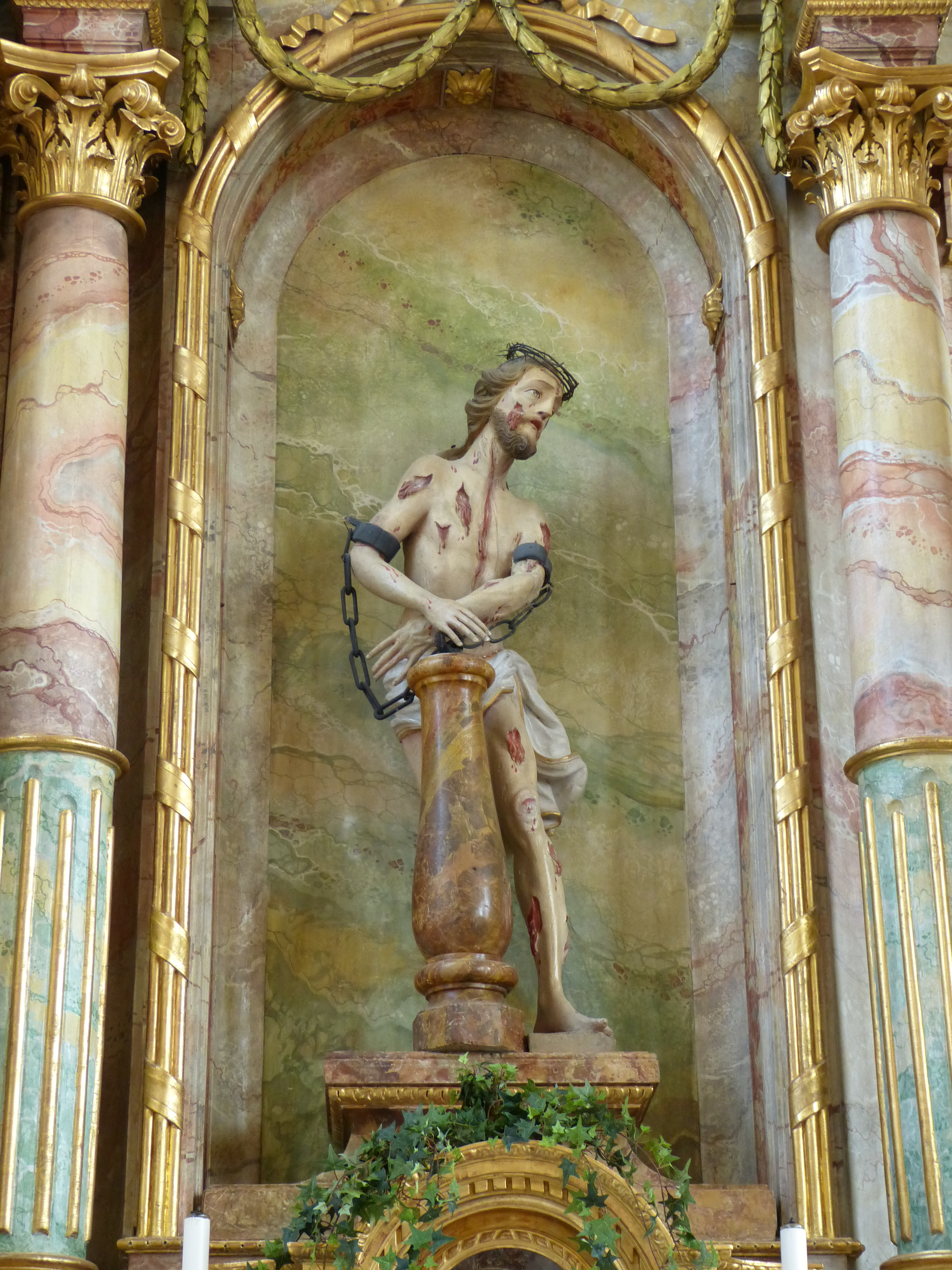
Geißelheiland um 1800 im nördlichen Seitenaltar